# えぞぎんぎつね
えぞぎんぎつねは、日本のライトノベル作家である。

## 概要
2020年12月から2021年2月まで「えぞぎんきつね感謝祭」と銘打ったキャンペーンがSBクリエイティブ株式会社によって行われた。
2021年の第3回アース・スターノベル大賞において、『錬金術は魔法より圧倒的に強い〜転生した最強の錬金術師は、劣等とされる錬金術で無双する〜』で入選を受賞、『若返りの錬金術師 〜史上最高の錬金術師が転生したのは、錬金術が衰退した世界でした〜』と改題され書籍化された。

## 書籍化作品
- 『最強の魔導士。ひざに矢をうけてしまったので田舎の衛兵になる』シリーズ（イラスト: TEDDY、GAノベル〈SBクリエイティブ〉）[3]
- 『ここは俺に任せて先に行けと言ってから10年がたったら伝説になっていた。』シリーズ（イラスト: DeeCHA、GAノベル〈SBクリエイティブ〉）[4]
- 『八歳から始まる神々の使徒の転生生活』シリーズ（イラスト: 藻、GAノベル〈SBクリエイティブ〉）[5]
- 『神殺しの魔王、最弱種族に転生し史上最強になる』シリーズ（イラスト: TEDDY、GA文庫〈SBクリエイティブ〉）[6]
- 『変な竜と元勇者パーティー雑用係、新大陸でのんびりスローライフ』シリーズ（イラスト: 三登いつき、GAノベル〈SBクリエイティブ〉）[7]
- 『非戦闘職の魔道具研究員、実は規格外のSランク魔導師』（イラスト:トモゼロ、GAノベル〈SBクリエイティブ〉）[8]
- 『みにくいトカゲの子と落ちぶれた元剣聖 ～虐められていたところを助けた変なトカゲは聖竜の赤ちゃんだったので精霊の守護者になる～』（イラスト:ふらすこ、GAノベル〈SBクリエイティブ〉）[9]
- 『若返りの錬金術師〜史上最高の錬金術師が転生したのは、錬金術が衰退した世界でした〜』（イラスト:ユウマ、アース・スターノベル〈アース・スター エンターテイメント〉）[10]
- 『転生幼女は前世で助けた精霊たちに懐かれる』（イラスト:keepout、SQEXノベル〈スクウェア・エニックス〉）[11]
- 『ちっちゃい使徒とでっかい犬はのんびり異世界を旅します』（イラスト:玖珂つかさ、アース・スターノベル〈アース・スター エンターテイメント〉）[12]